# Дека (префикс)
Дека (deca или deka; грчки ) је грчки префикс који значи десет. Латински еквивалент је деци.
Овај префикс је и СИ префикс (симбол da) у СИ систему јединица који означава фактор од 101, односно 10. Не користи се често и усвојен је у Француској 1795, а међународно 1960. године.
- 1 декаметар = 10 метара
- 1 декалитар = 10 литара

Примери:
- У календарима, декада (деценија) је период од 10 година
- У електромеханичкој опреми, декада је група од десет бројева на прекидачу или индикатору, што може да представља јединице, десетице, стотине, итд.
- Декапод је створење од десет ногу. Једна врста декапода је јастог (врста зглавкара реда декапода), а друга је сипа (врста главоножаца)
- Декагон је многоугао са 10 страна.
- У боди билдингу, дека је скраћеница за нандролон деканоат, анаболички стероид.

| 10n   | Префикс | Симбол | Кратка скала      | Дуга скала                         | Децимални еквивалент                      |
| ----- | ------- | ------ | ----------------- | ---------------------------------- | ----------------------------------------- |
| 1030  | квета   | Q      | нонилион          | квинтилион                         | 1 000 000 000 000 000 000 000 000 000 000 |
| 1027  | рона    | R      | октилион          | квадрилијарда (хиљаду квадрилиона) | 1 000 000 000 000 000 000 000 000 000     |
| 1024  | јота    | Y      | септилион         | квадрилион                         | 1 000 000 000 000 000 000 000 000         |
| 1021  | зета    | Z      | секстилион        | трилијарда (хиљаду трилиона)       | 1 000 000 000 000 000 000 000             |
| 1018  | екса    | E      | квинтилион        | трилион                            | 1 000 000 000 000 000 000                 |
| 1015  | пета    | P      | квадрилион        | билијарда (хиљаду билиона)         | 1 000 000 000 000 000                     |
| 1012  | тера    | T      | трилион           | билион                             | 1 000 000 000 000                         |
| 109   | гига    | G      | билион            | милијарда (хиљаду милиона)         | 1 000 000 000                             |
| 106   | мега    | M      | милион            | милион                             | 1 000 000                                 |
| 103   | кило    | k      | хиљада            | хиљада                             | 1 000                                     |
| 102   | хекто   | h      | сто               | сто                                | 100                                       |
| 101   | дека    | da     | десет             | десет                              | 10                                        |
| 100   | нема    | нема   | један             | један                              | 1                                         |
| 10−1  | деци    | d      | десети део        | десети део                         | 0,1                                       |
| 10−2  | центи   | c      | стоти део         | стоти део                          | 0,01                                      |
| 10−3  | мили    | m      | хиљадити део      | хиљадити део                       | 0,001                                     |
| 10−6  | микро   | µ      | милионити део     | милионити део                      | 0,000 001                                 |
| 10−9  | нано    | n      | билионити део     | милијардити део                    | 0,000 000 001                             |
| 10−12 | пико    | p      | трилионити део    | билионити део                      | 0,000 000 000 001                         |
| 10−15 | фемто   | f      | квадрилионити део | билијардити део                    | 0,000 000 000 000 001                     |
| 10−18 | ато     | a      | квинтилионити део | трилионити део                     | 0,000 000 000 000 000 001                 |
| 10−21 | зепто   | z      | секстилионити     | трилијардити део                   | 0,000 000 000 000 000 000 001             |
| 10−24 | јокто   | y      | септилионити      | квадрилионити део                  | 0,000 000 000 000 000 000 000 001         |
| 10−27 | ронто   | r      | октилионити       | квадрилијардити део                | 0,000 000 000 000 000 000 000 000 001     |
| 10−30 | квекто  | q      | нонилионити       | квинтилионити део                  | 0,000 000 000 000 000 000 000 000 000 001 |